# Tüsn
Tüsn (Eigenschreibweise TÜSN) ist eine deutsche Indie-Synthiepop-Band, die 2012 in Berlin gegründet wurde. Ihr Debüt-Album Schuld erschien 2016.

## Geschichte
Sänger und Songwriter Stefan „Snöt“ Fehling und Schlagzeuger Tomas Golabski lernten sich bereits während ihrer Schulzeit in Nordhessen kennen. In Berlin wurde das Trio durch Daniel Kokavecz am Bass komplettiert. Ende 2014 veröffentlichten Tüsn ihre erste Single Schwarzmarkt (Universal/Vertigo). 2015 waren sie u. a. als Vorgruppe für The Airborne Toxic Event und Marilyn Manson unterwegs. Es heißt, der US-amerikanische Künstler habe die Band persönlich als Support ausgewählt. Es folgten Festival-Auftritte u. a. bei Rock am Ring, Rock im Park, dem Melt Festival und erste Fernsehauftritte bei Inas Nacht und Circus HalliGalli. Ihr Debüt-Album Schuld (Universal/Vertigo) erschien Anfang 2016 und ist auf Platz 74 in die deutschen Album-Charts eingestiegen. Im selben Jahr begleiteten Tüsn die britische Band Hurts im Rahmen ihrer Europa-Tour als Support durch Deutschland.
2019 veröffentlichte Tüsn ein weiteres Album, Trendelburg, im Eigenverlag (Vertrieb Soulfood Music). Im April 2022 gab Tüsn die Zusammenarbeit mit dem Label Redfield Records bekannt. Dort erschien im Folgemonat die Vorabsingle Was hast du heute Abend vor? und im Januar 2023 ihr drittes Album Am Ende bleibt dir nichts.

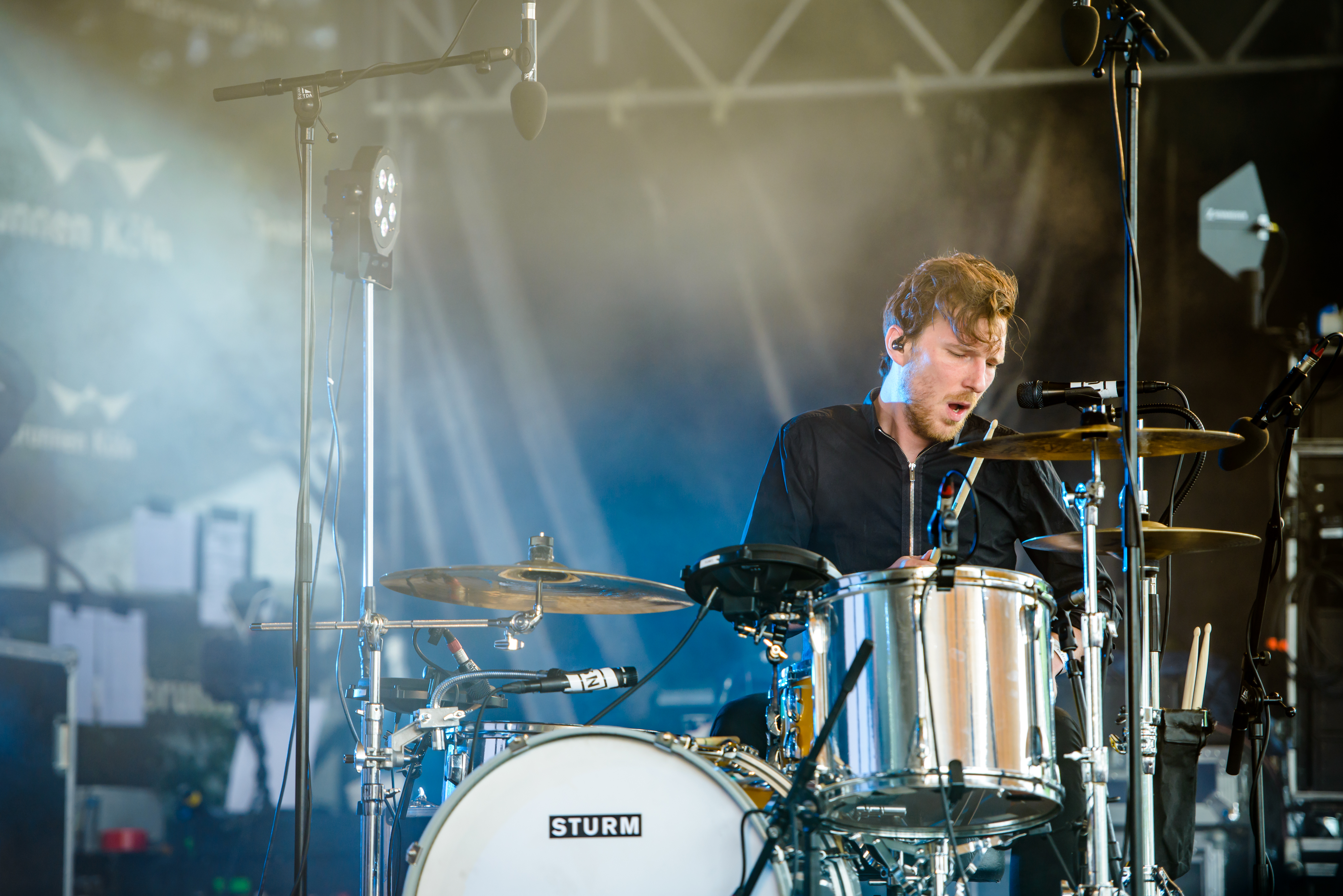
Tomas Golabski
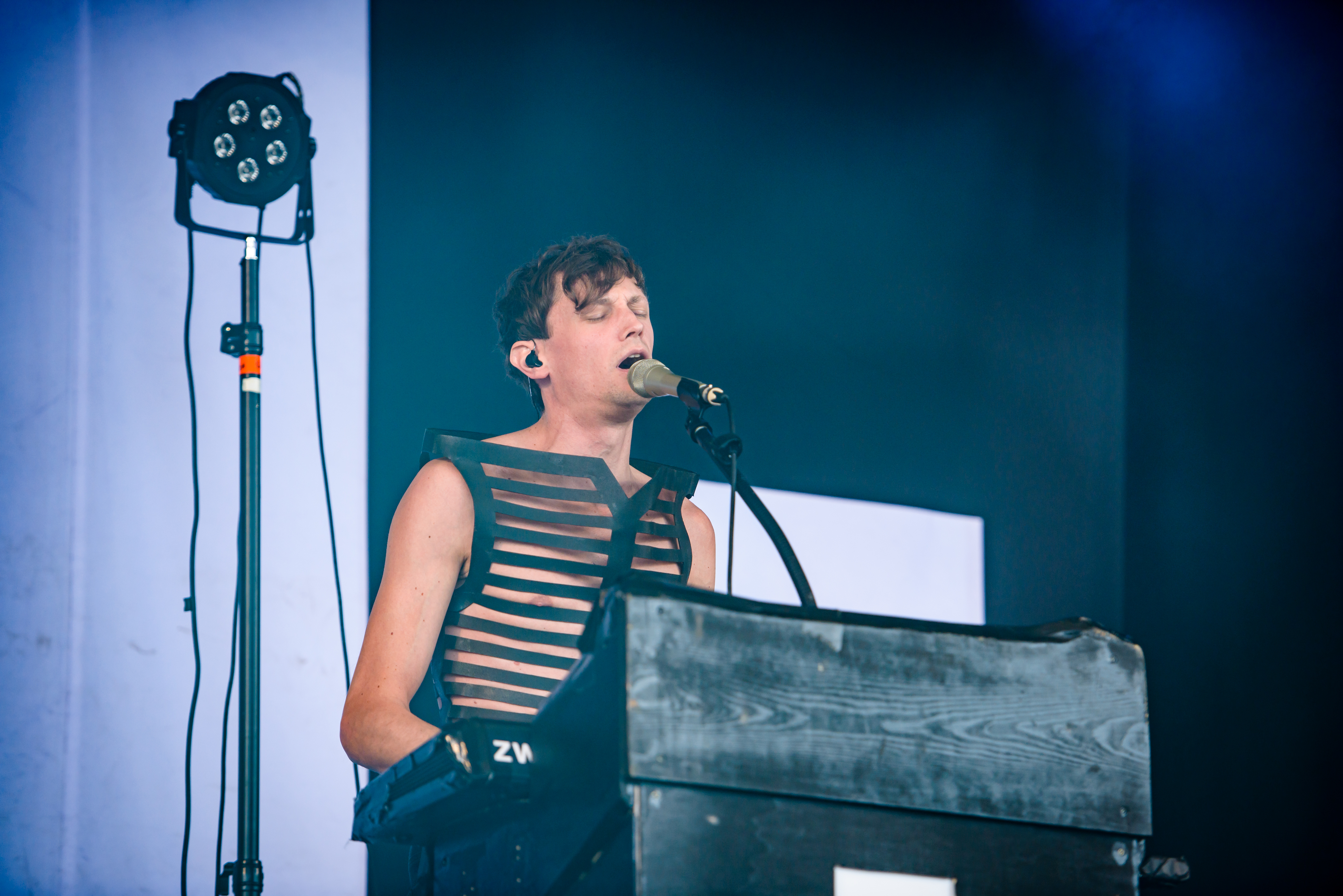
Stefan „Snöt“ Fehling
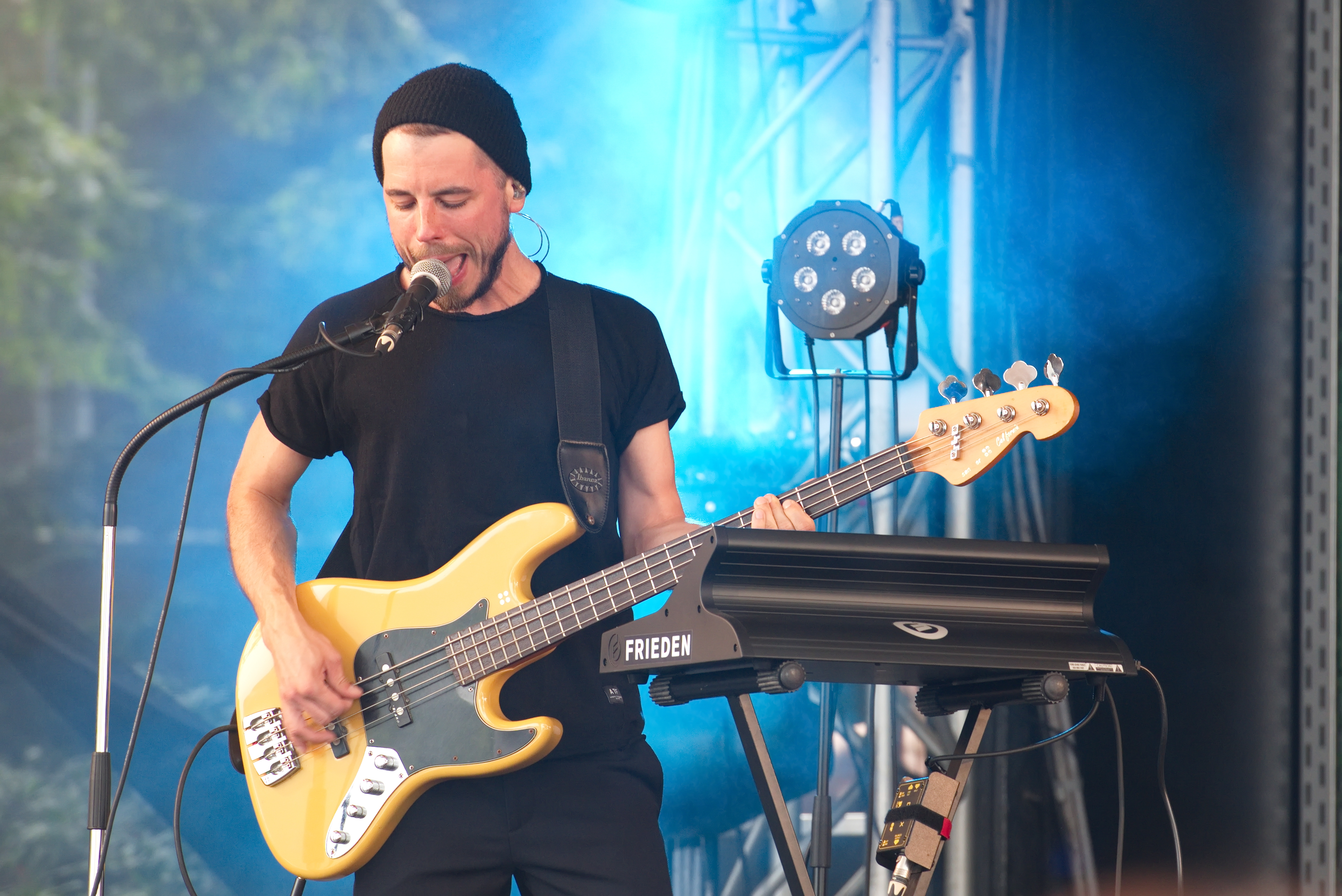
Daniel Kokavecz

## Diskografie

### Alben
- 2016: Schuld
- 2019: Trendelburg
- 2023: Am Ende bleibt dir nichts

### Singles
- 2014: Schwarzmarkt
- 2015: Zwang
- 2015: Hannibal
- 2015: Ewig allein
- 2016: Humboldt
- 2016: In schwarzen Gedanken
- 2018: Made in Germany
- 2018: Kranke Heile Welt[12]
- 2022: Was hast du heute Abend vor?